# Carnevale storico di Frosinone
Con Carnevale storico di Frosinone (o semplicemente Carnevale di Frosinone) si intendono le celebrazioni tradizionali e istituzionali del carnevale nella città laziale. Ha il suo culmine nella Festa della Ràdeca che si svolge ogni Martedì grasso.
La festa è l'evento più atteso dell'anno dai frusinati e quello che meglio racconta e conserva il folclore degli abitanti. Alla festa della Radeca si è poi sovrapposta, in epoca moderna, tutta la parte più canonica del carnevale, caratterizzato dalla sfilata dei carri allegorici nonché dalla presenza di costumi e maschere come quella del Bravante ideata dall'artista Gian Carlo Riccardi.

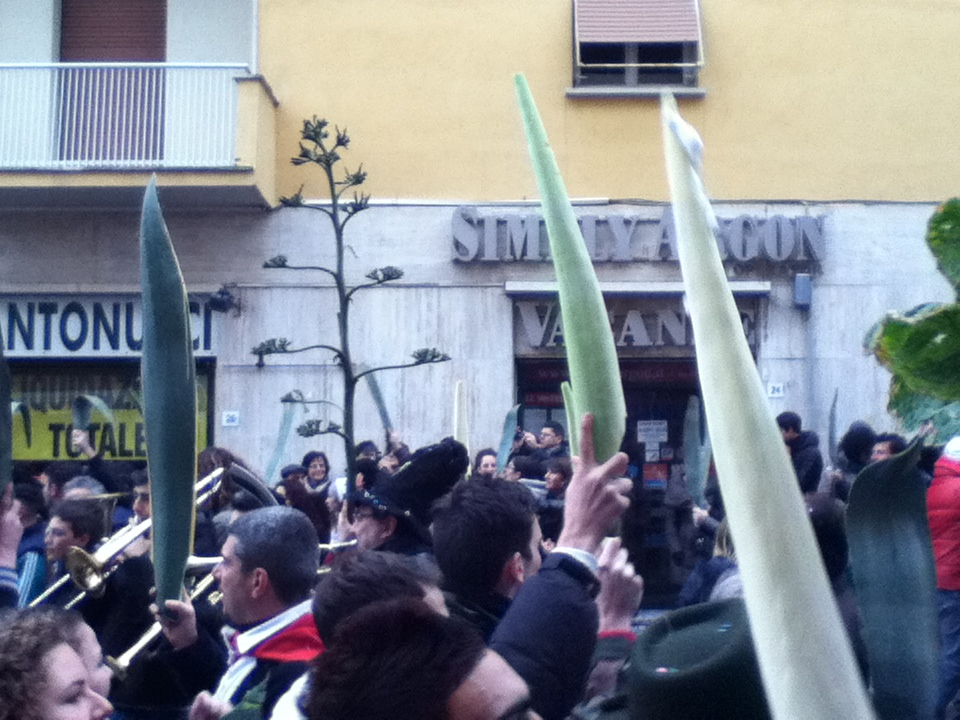
Il Ballo della Radeca

## Origine e significato
L'origine di tale festa si perde in un'epoca remota, precristiana (Frosinone è una città d'origini antichissime) ed è collegata agli antichi riti di fertilità e fecondità dell'epoca pagana, dai quali sono poi derivati i Lupercali romani, dedicati a Luperco, divinità pastorale invocata a protezione della fertilità, che si celebravano a febbraio, il mese della purificazione.
Nella Festa della Radeca, inglobata in quello che nel corso dei secoli sarebbe diventato il Carnevale, riecheggia quindi un rituale purificatorio, un percorso di morte e rinascita, fine ed inizio di un ciclo che culmina nel bruciamento del "Re Carnevale" rappresentato da un fantoccio, che nel caso specifico di Frosinone, a partire dal 1800, è personificato dal generale francese Jean Antoine Étienne Vachier detto Championnet. Nell'usanza di dare alle fiamme il fantoccio si rintraccia anche l'antichissimo rito del Capro espiatorio.

## La Radeca

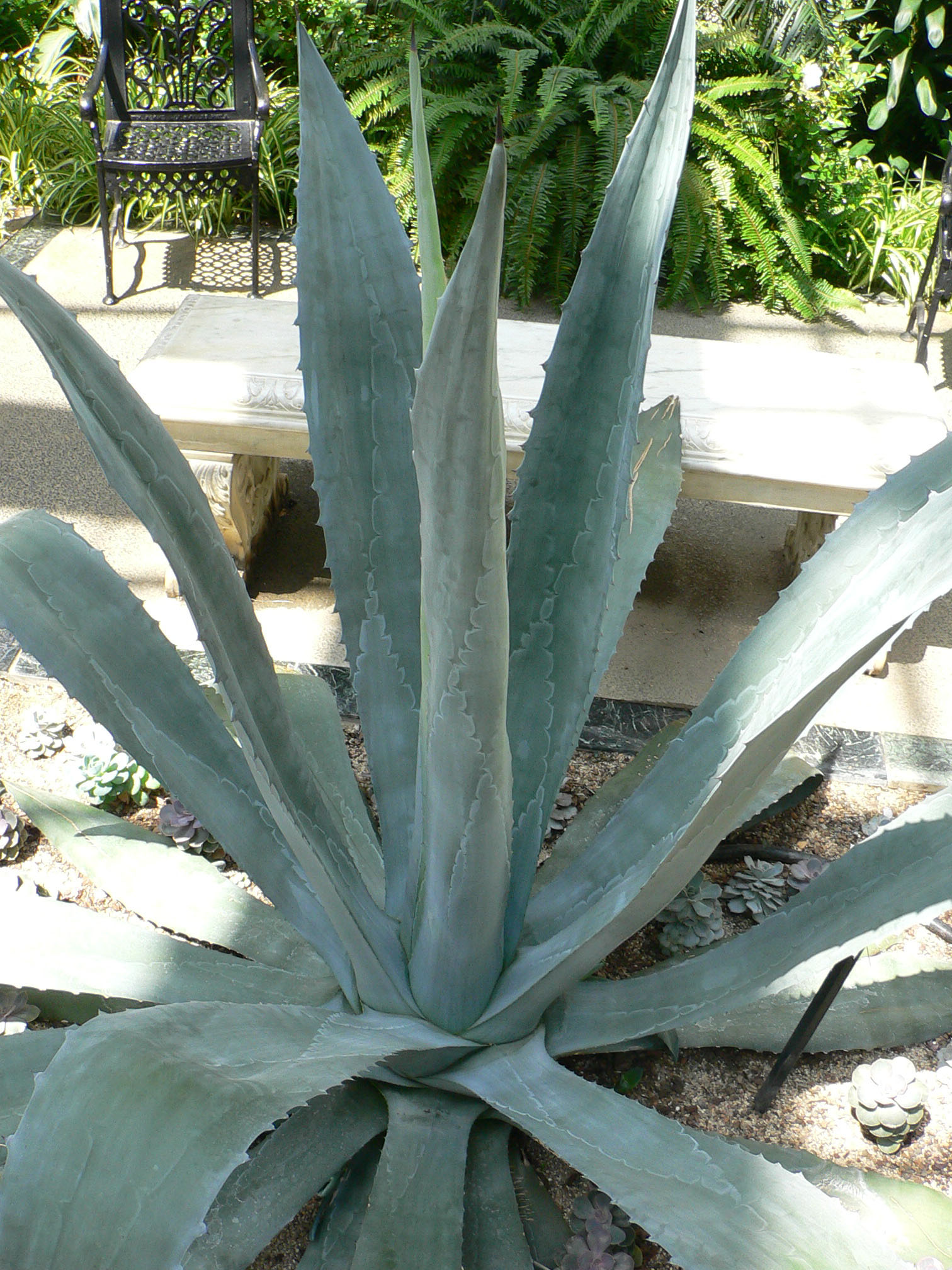
Pianta d' agave, ossia la 'Radeca'

La lunga foglia della “Radeca”, altro non è che una foglia d'agave, detta appunto "radeca" nel dialetto frusinate, antico ed evidente simbolo fallico e di fertilità.
L'agave è una pianta d'origine americana, introdotta in Europa, e specificamente in Spagna, nella prima metà del XVI secolo.
È ipotizzabile supporre che questa pianta si diffuse nel territorio di Frosinone, durante la seconda metà del XVI quando, a seguito della pace di Cateau-Cambrésis, fu sancito il dominio spagnolo sul territorio.
La scelta della "radeca" sta probabilmente nella sua forma allungata e stretta nonochè nelle sue caratteristiche botaniche di rigogliosità e prosperità, qualità che ben si sposano con la simbologia del rito propiziatorio e di fertilità.

## Storia e leggenda
Già negli statuti comunali del XIII secolo, si parla di una norma secondo la quale tutte le attività giudiziarie erano sospese durante festività come il Natale, l'Epifania, i periodi delle messi, della vendemmia, e le giornate antecedenti le ceneri, come il Carnevale appunto.
All'antico rito, a partire dalla fine del XVIII secolo, si è sovrapposto un evento storico che ha dato un significato nuovo alla festa. Tra il 1798 e il 1799, i frusinati insorsero contro le truppe d'occupazione francesi presenti in città. Il 26 luglio 1798 la popolazione di Frosinone in rivolta, scacciò la guarnigione transalpina, non potendo più tollerare le ingenti tasse imposte dopo il costituirsi della Repubblica romana spalleggiata dai francesi. La reazione dei trasalpini fu durissima. Un'intera armata capeggiata dal generale Girarban saccheggiò Frosinone senza alcuna pietà, portando al massacro di molti innocenti ed al danneggiamento di edifici e chiese.

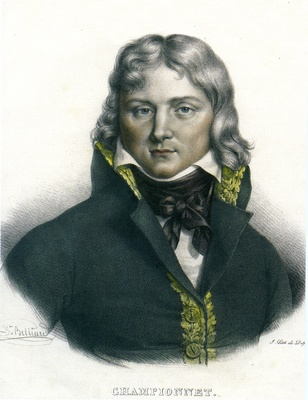
Il generale Championnet

Leggenda vuole che un anno dopo nonostante fosse ancora vivo il trauma dell'anno precedente, i frusinati vollero festeggiare ugualmente il carnevale e quindi onorare la festa della “Radeca”, per esorcizzare paure, fame e per irridere i potenti. Quel giorno inviarono un messo ad Anagni dove stazionava il generale francese Jean Étienne Championnet, annunciandogli che Frosinone si era nuovamente ribellata. Nel frattempo nella zona che oggi si può identificare più o meno con l'incrocio tra la via Casilina e il piazzale De Mattheis, si era radunata una gran folla in attesa dell'ufficiale e ogniqualvolta da lontano si sentivano gli zoccoli d'un cavallo in arrivo, la gente urlava “ esseglie… esseglie!! Eccuglie...!”
Non appena Championnet raggiunse Frosinone, si trovò in mezzo ad un clima goliardico e sbeffeggiante. Comprese d'essere stato burlato, ma non se la prese e anzi si mischiò alla folla bevendo il tradizionale vino rosso e mangiando, racconta la storia, i "fini fini", un piatto tipico di Frosinone (conosciute anche come fettuccine ciociare). I soldati francesi ricevettero in dono alcune botti di vino rosso e da allora Championnet divenne simbolo del carnevale. Ogni anno infatti un fantoccio vestito da generale francese sbronzo con in mano un piatto di "fini fini"viene festeggiato e portato su di un carro tra le stradine del centro storico e poi dato alle fiamme alla fine della giornata (tradizione analoga all'antico uso, più a sud, di bruciare il fantoccio di Pietro Bailardo).

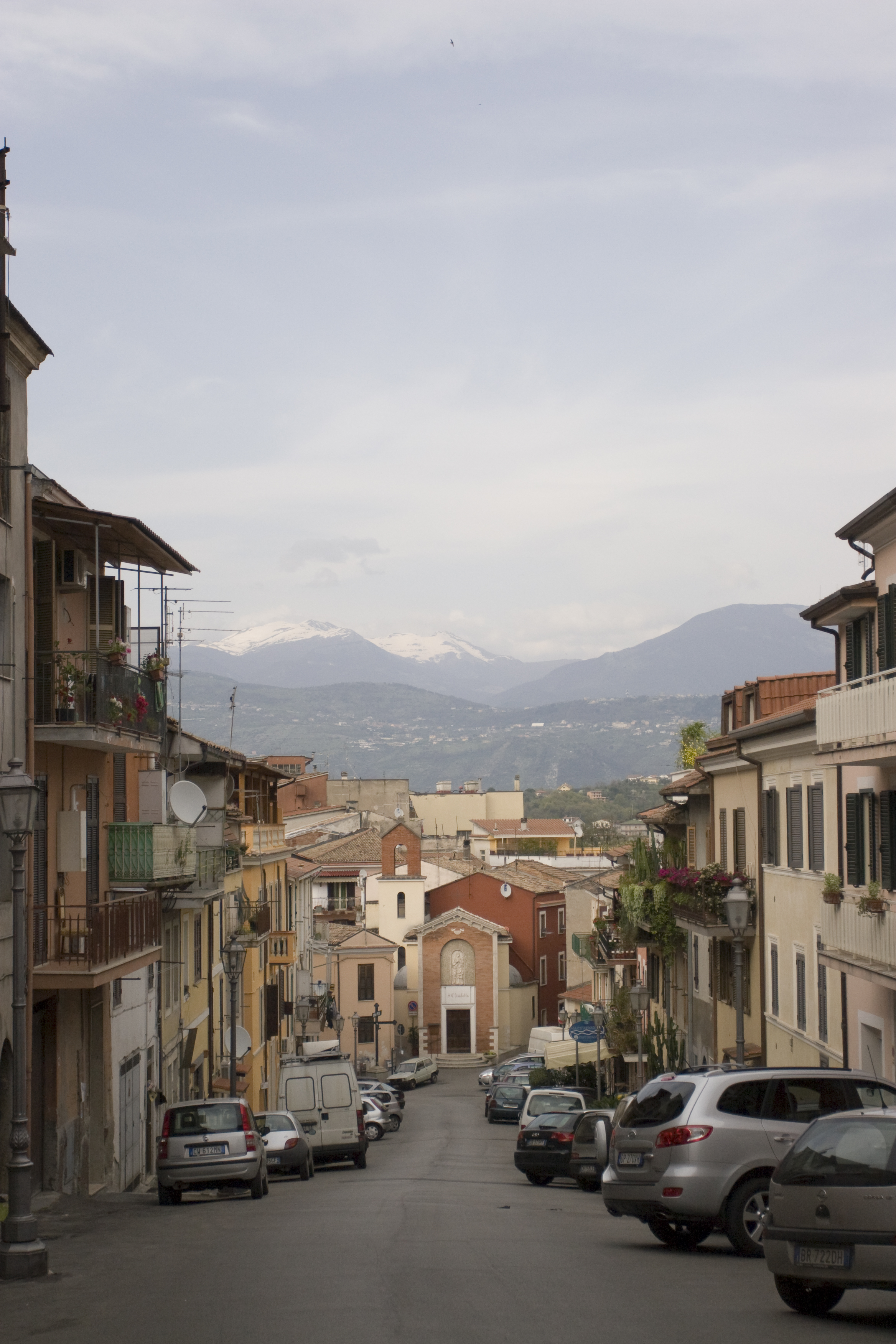
Il Rione Giardino, cuore del Carnevale

## La festa e il Ballo della Radeca
Tutti i Rioni Storici della città, ovvero il Giardino, il Centro Storico, La Pescara, Madonna della Neve, rappresentati da gruppi organizzati e vestiti secondo la tradizione dell'epoca partecipano alla festa. A chiudere il serpentone urlante e festante, c'è il carretto sul quale spicca il fantoccio del generale Jean Antoine Etiennè Championnet, protagonista del Carnevale frusinate.
Il cuore della manifestazione è il rione “Giardino” dove si svolge la parte più importante della festa, presso la chiesa di Santa Elisabetta, nei pressi della quale c'è la casa di Carnevale, lascito di un facoltoso frusinate, edificio che un tempo era presumibilmente una caserma.
Il comitato organizzatore del quartiere Giardino guida la manifestazione dall'origine curando ogni dettaglio, dai costumi splendidi dei gendarmi francesi e dei nobili dell'epoca, al carro del generale, ai canti, ai cori, sino ad arrivare al rogo del fantoccio che infine arderà tra le fiamme come catarsi, purificazione, liberazione per esorcizzare paure, tristezza e soprattutto la miseria. Vino a fiumi, fini fini, radiche sollevate al cielo ritmicamente nella danza degli uomini, che bevono e si divertono al ritmo del "Salterello", degli organetti, del cutufù e della “Canzone de Carnuale”.
La festa ha inizio verso le ore 14.00 del martedì grasso (dopo un pranzo che la tradizione vuole a base di “maccarune”) e il corteo prende il via dal rione Giardino dove è ubicata la casa del Carnevale, lascito di un facoltoso cittadino anonimo. L'allegra processione è preceduta da un carretto che trasporta una botte di vino.
Procedono a breve distanza i gruppi dei “radicari”, seguiti dai rappresentanti dell'amministrazione comunale che portano il gonfalone della città. Poi viene la banda musicale che esegue ininterrottamente la canzone di carnevale ed infine il carro trainato da quattro cavalli che trasporta il “rubicondo” generale Championnet che con una mano saluta la folla e con l'altra si tiene la pancia satolla. La maggior parte dei partecipanti brandisce la “radeca” (foglia d'agave) mentre alcuni, i cosiddetti "pantanari", innalzano la cima di cavolfiore, come segno di appartenenza ad una fascia rurale.
Carnuale uiecchie i pazze, / s'è 'mpegnate glie matarazze,

i la moglie pe' dispiette / s'è 'mpegnata glie scallaliette.

Essegliè, essegliè, essegliè...

I s'è ammusciata la radeca

nen s' aradrizza chiù!
Carnuale è 'ne bon' ome: / tè la faccia de galantome,

uà gerenne pe' Frusenone / pe' magnasse gli maccarune.

Nui che seme urtulane /i sapeme bene culteuà,

piantereme la rauanella / viva sempre la radechella!

Essegliè, essegliè, essegliè...

I s'è ammusciata la radeca

nen s' aradrizza chiù!
Con tali “armi” si accompagnano nel ballo con una canzone che in una prima parte risulta lenta, a ricordare i soprusi subiti e l'oppressione di un popolo, e nella seconda parte più allegra a testimonianza della ritrovata libertà. Durante quest'ultima fase, più vivace, nella strada i radicari e i pantanari si scatenano in uno sfrenato saltarello, eseguito in vari cerchi, esclamando all'unisono un cadenzato “esseglie', esseglie', esseglie'!”, e da un allegro ritornello che rimanda ai temi della fertilità e della virilità: “I s'è ammusciata la radeca, nen s' aradrizza chiù!”.
Alla fine della giornata, il tradizionale fantoccio del generale Championnet verrà messo al rogo dopo la lettura del testamento e l'intervento del “notaro” che in punta di satira sbeffeggia i potenti come accadeva nel Settecento. La festa continua fino a tardi con la distribuzione di vino, fettuccine e maccheroni fini fini al grido di Euiua Carnuale, Euiua la Radeca!.

## Regole, tradizioni, usanze
Queste sono alcune delle regole che devono essere rispettate durante la festa della “Radeca”:
- è assolutamente necessario avere in mano la “radeca” se non si vuole incorrere nella punizione che consiste nel subire un certo numero di “radecate”, soprattutto sulla testa;

- chi è forestiero o nuovo della manifestazione deve essere “battezzato” con il tocco della radeca sulla schiena come rito di iniziazione;

- è proibito andare in giro con cappelli duri che ricordano quelli dei soldati francesi, responsabili di aver offeso e devastato Frosinone.

Caratteristica è anche la figura del “notaro”, un cittadino in costume a cavallo di un asino che legge al resto della popolazione il bando, cioè un foglio scritto in chiave satirica per criticare, senza pericolo di guai giudiziari, le mancanze degli amministratori ed il loro operato, ma anche quello dei cittadini più in vista, insieme ai loro eventuali meriti.
Durante il periodo di Carnevale vengono inoltre pubblicati giornali scritti in dialetto che hanno più o meno lo stesso scopo del “bando”. Il più celebre è sicuramente "La Uespa" (La vespa), ma va ricordato anche il giornale ufficiale dell'Associazione Culturale "Rione Giardino" , organizzatore dell'evento, è "Glie Uiente Aculone", nonché l'opuscolo sulla festa distribuito gratuitamente. Di recente inoltre è stato pubblicato il libro scritto dal Presidente dell'Associazione, Gianmarco Spaziani, intitolato appunto "ESSEGLIE'", che offre molti cenni storici e tradizionali della "Festa della Radeca".

## La testimonianza di James Frazer
Nel suo libro Il ramo d’oro. Studio sulla magia e la religione l'antropologo scozzese James Frazer offre una particolareggiata descrizione della Festa della Radeca, scelta tra i tantissimi riti del carnevale per la sua ancestralità e per la sua unicità:
(James Frazer, Il ramo d'oro)